# Caféiculture à Madagascar

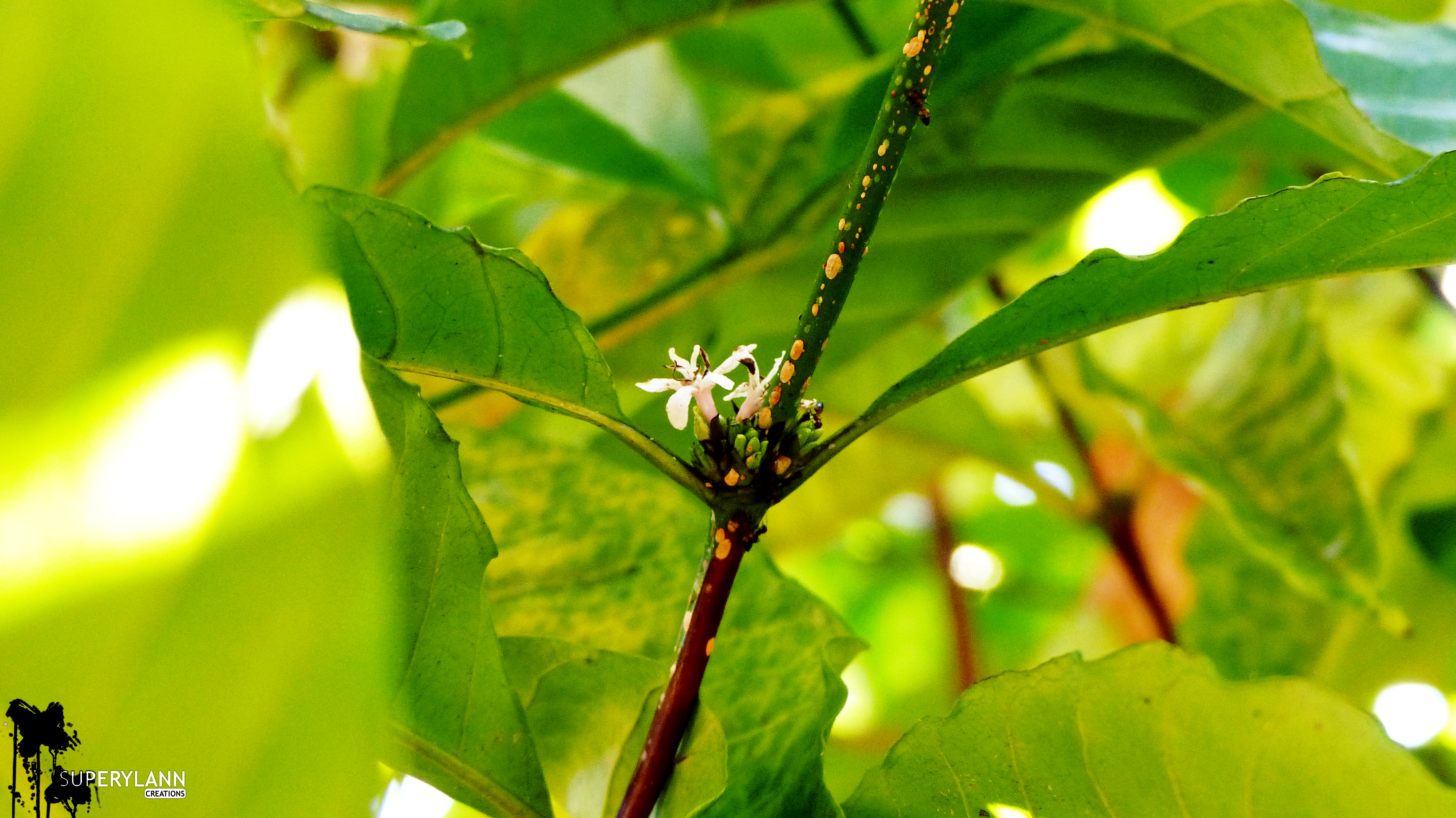
Fleur de caféier à Madagascar

À Madagascar, le café constitue une des principales ressources du pays et occupe la troisième place des produits agricoles exportés en entrée de devises après la vanille et les crustacés. Principal exportateur de café africain en 1930, Madagascar a subi une grave crise de la caféiculture à la fin des années 1990.

## Type de cafés produits

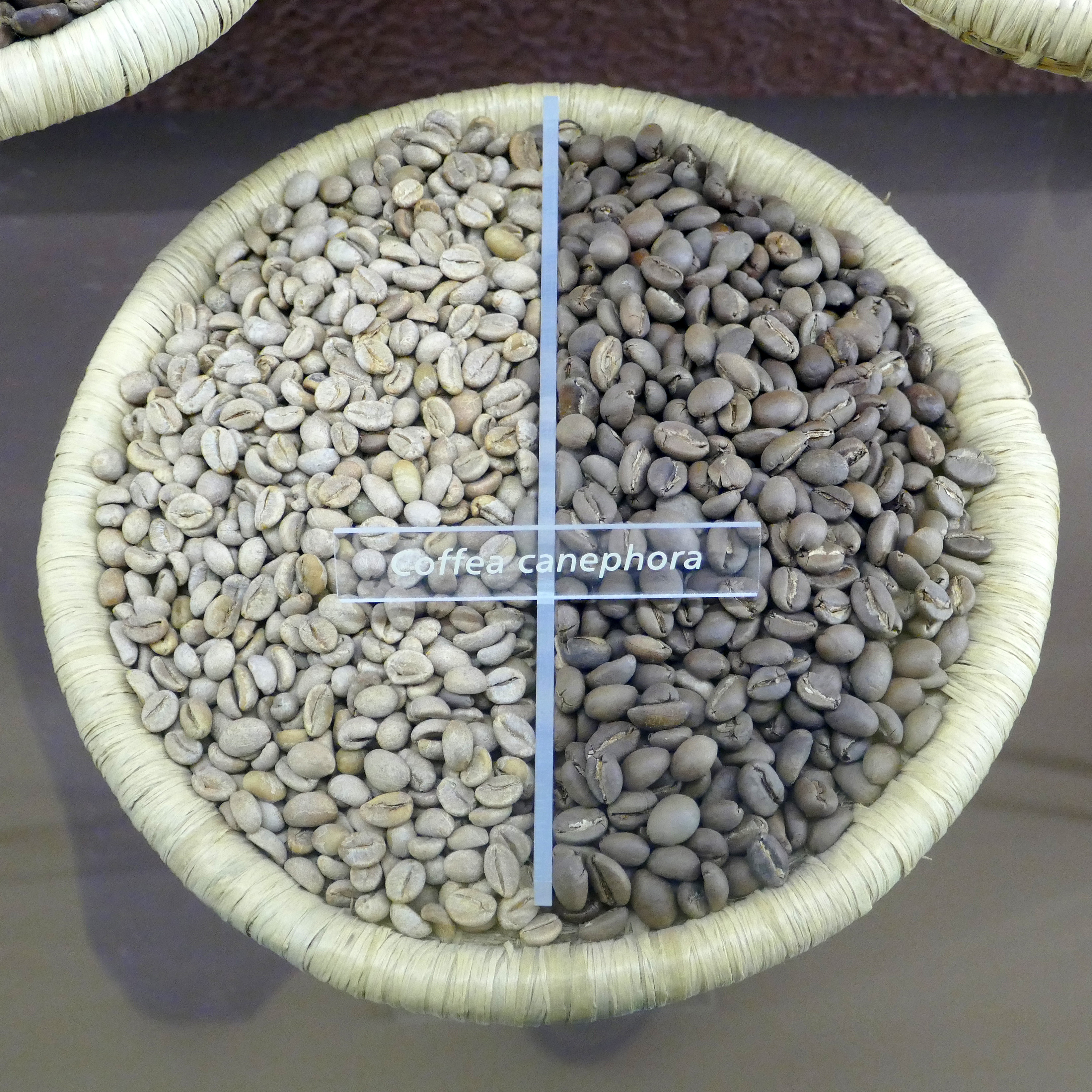
Graines de Coffea robusta non-torrifiées (gauche) et torrifiées (droite).

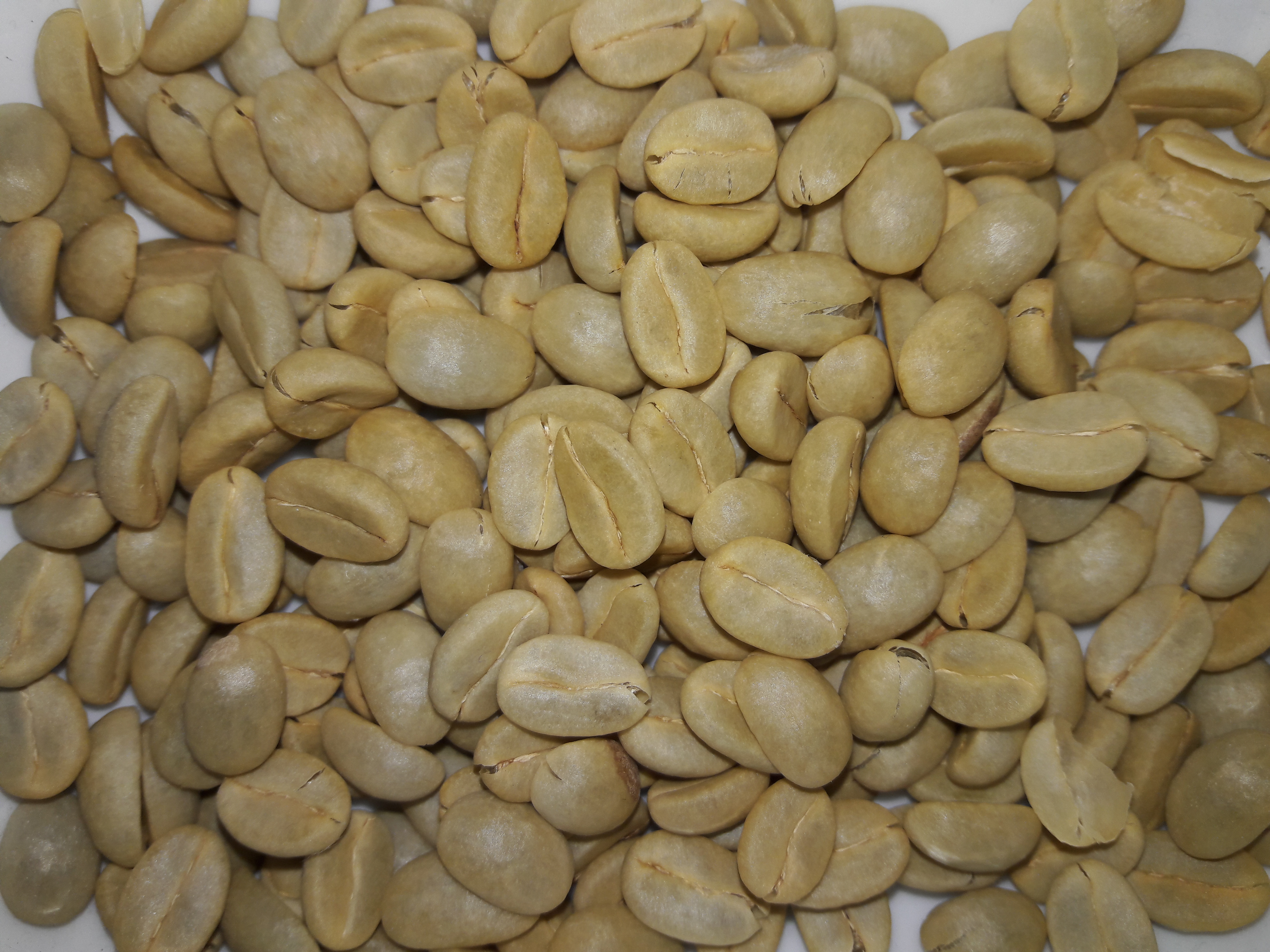
Graines non torréfiés de Coffea arabica.

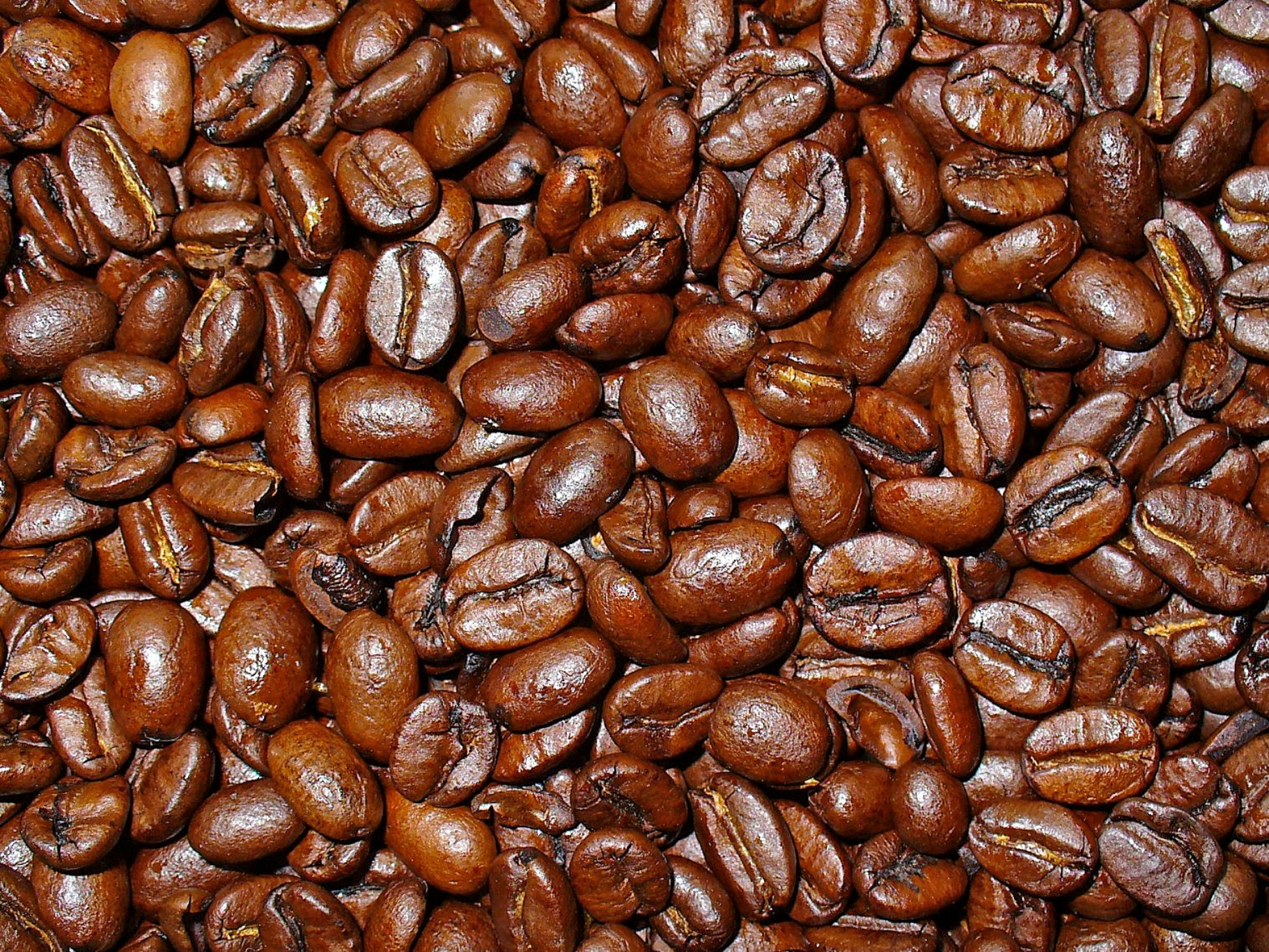
Graines torréfiés Coffea arabica.

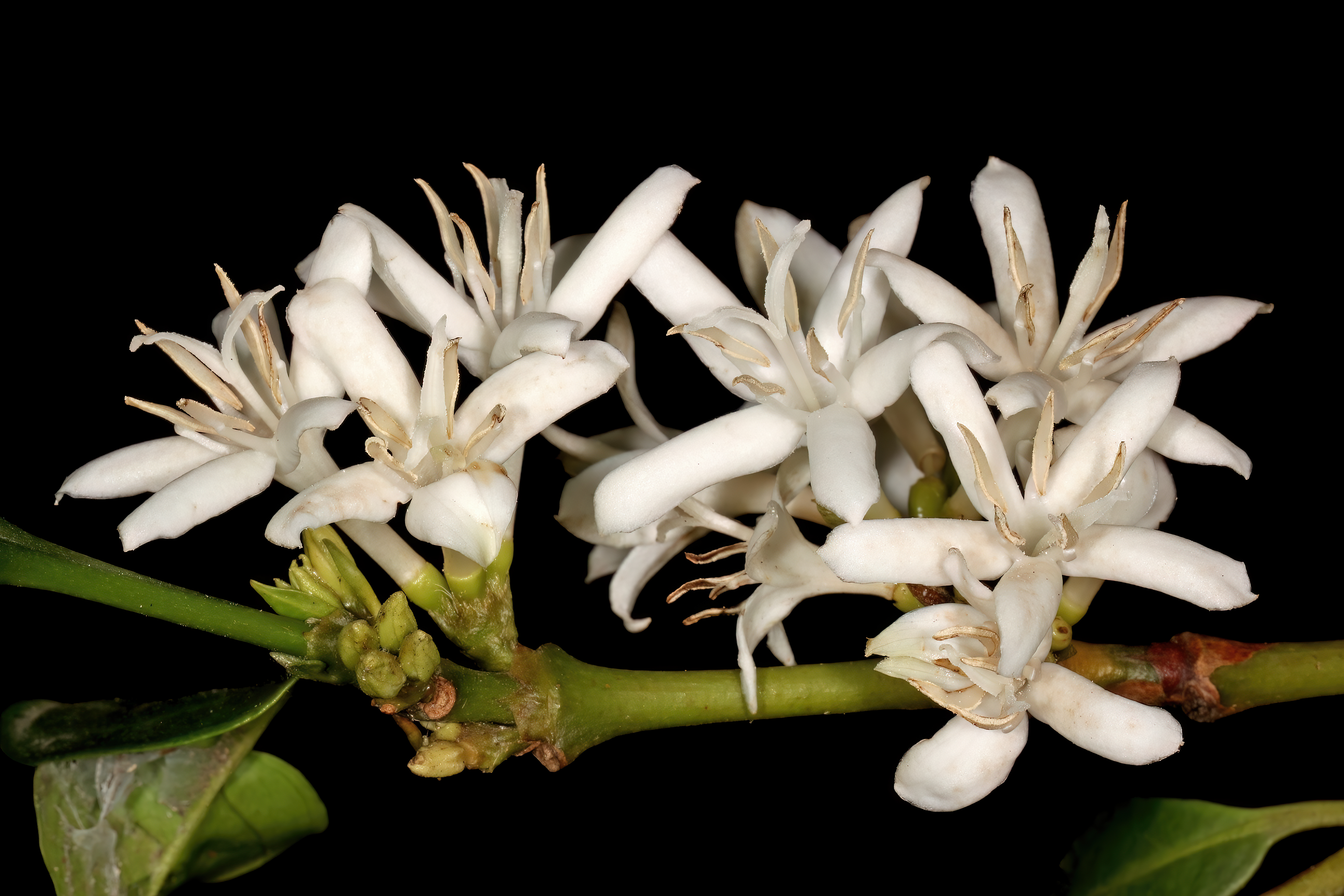
Inflorescence de Coffea arabica.

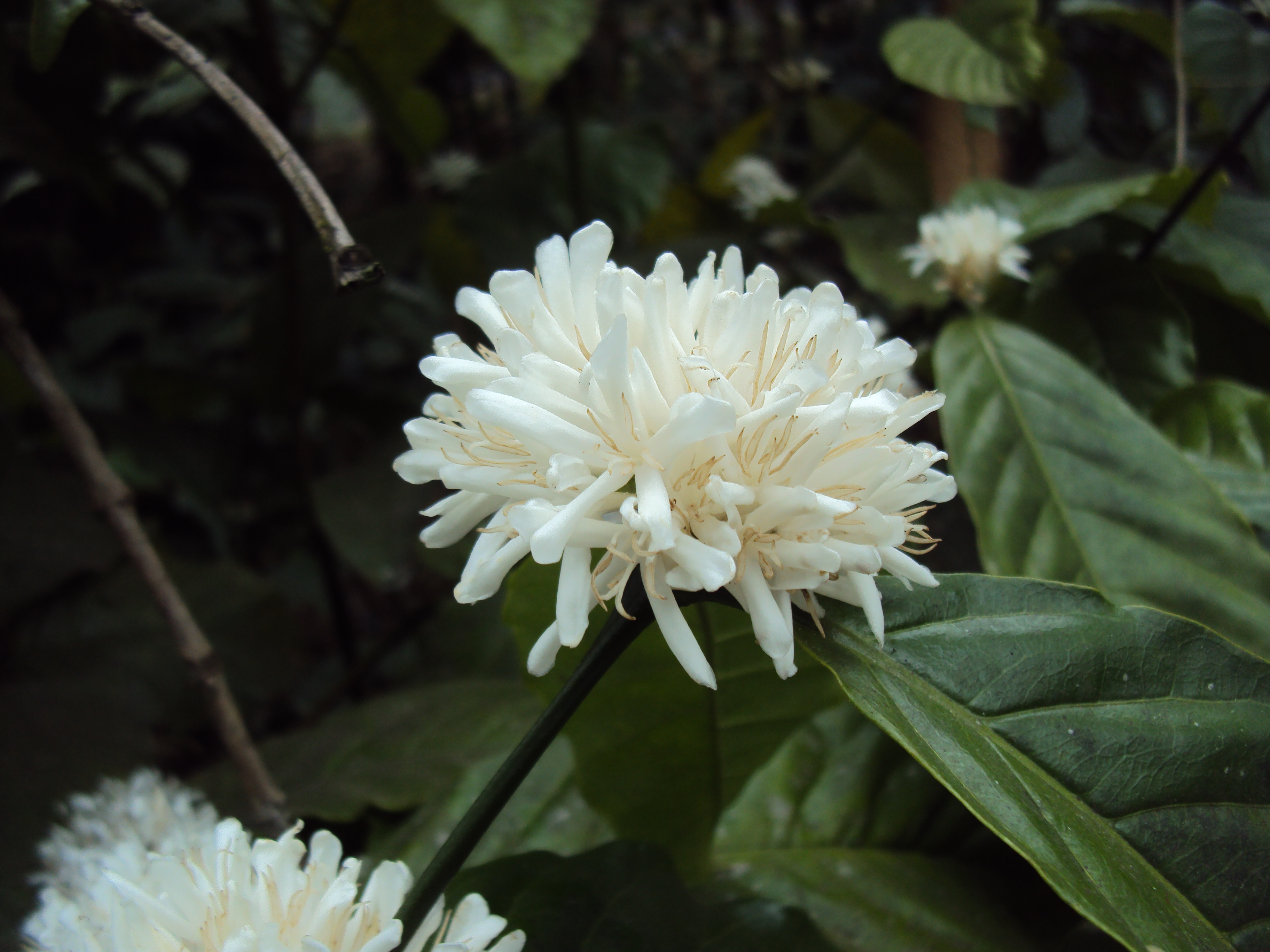
Inflorescences de Coffea canephora ou Coffea robusta.

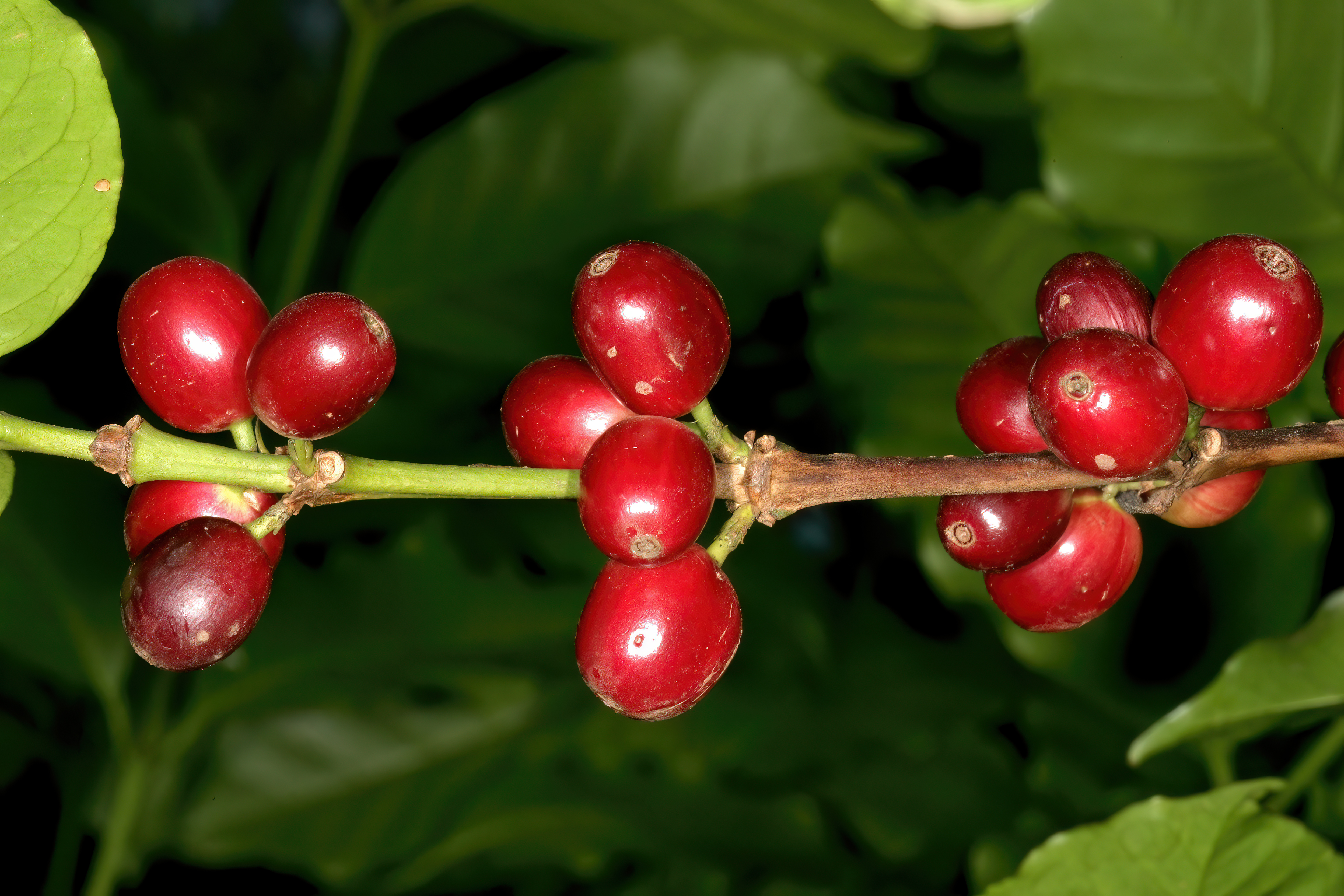
Fruits de Coffea arabica.

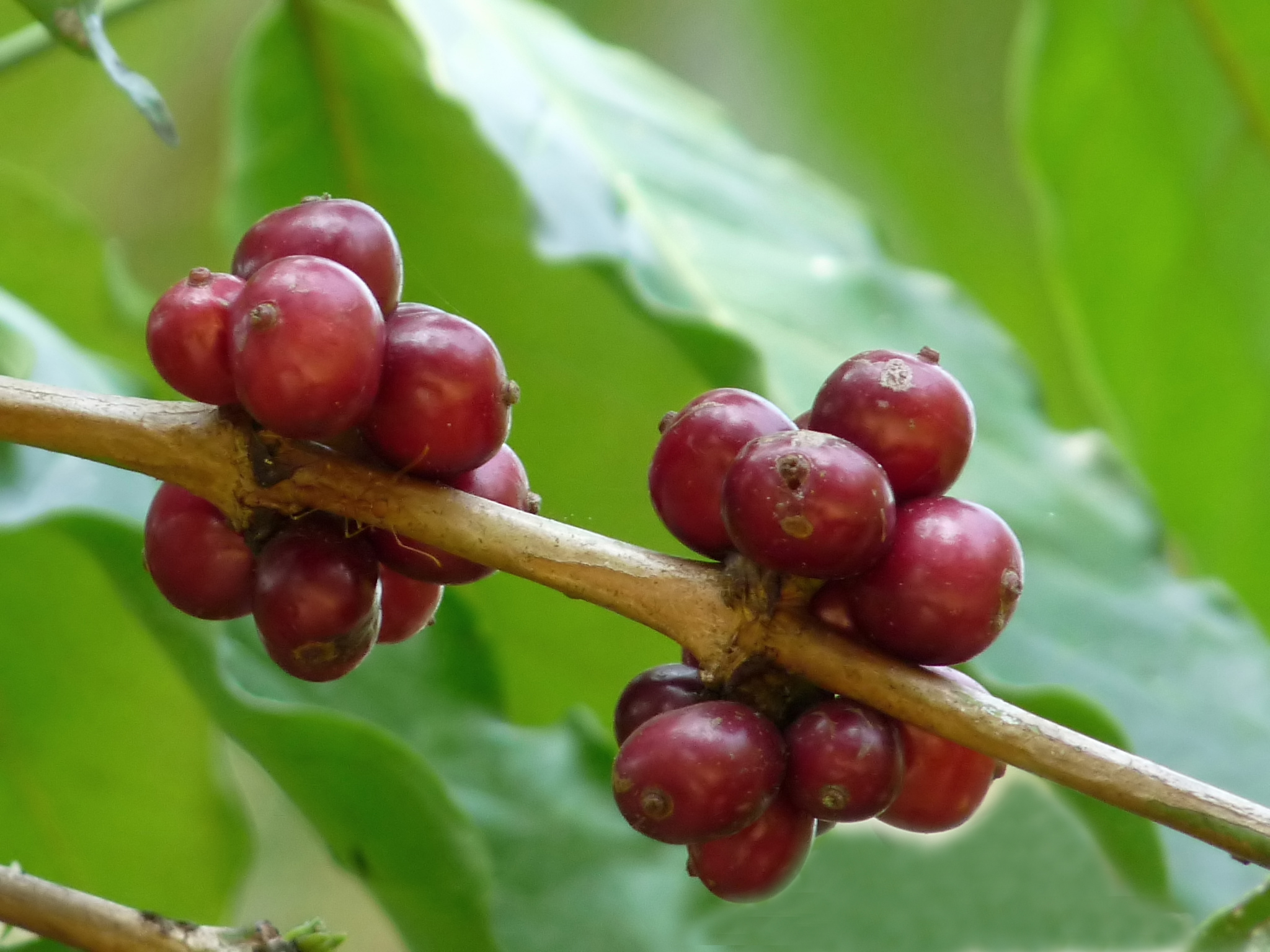
Fruits de Coffea robusta.

Les deux espèces arabica et robusta sont présentes à Madagascar, mais le robusta, cultivé dans les plaines, est de loin celui qui connaît la plus grosse production. L'arabica, quant à lui, est cultivé sur les hauts plateaux. Produit dans la région de l’Itasy à 1 800 mètres d’altitude, l’arabica elita est considéré comme l'un des meilleurs arabicas de la région et le numéro un à Madagascar.[Par qui ?][réf. nécessaire]

## Histoire

### XVIIIesiècle
La caféiculture à Madagascar a une histoire très ancienne, puisque les premières graines de café auraient été introduites au XVIIIe siècle par les traitants des Mascareignes.
Au XVIIIe siècle, les Français tentent de créer des postes de traites sur la côte orientale de Madagascar, les principaux étant la baie d'Antongil et Foulpointe, et les postes secondaires à Fénérive, Sainte-Marie, Mananara Nord, Angontsy et Mahambo. En 1715, les plantations de café apparaissent à la Réunion et l'économiste écossais John Law déclare que chaque travailleur doit cultiver dix plants de café, tout en bénéficiant de fonds pour acheter des graines et des esclaves. Entre 1718 et 1728, La Réunion passe de 200 à 600 esclaves importés par an.

### XIXesiècle
Peu après la fondation du Royaume de Madagascar, une plantation est créée en 1820 à l'Île Sainte-Marie par l'officier d'artillerie Jean-Louis Joseph Carayon, à une dizaine de kilomètres de Madagascar, avec 100 000 caféiers en 1824, époque où la culture commence aussi sur la grande île, initiée par Julien Gaultier de Rontaunay, un grand commerçant de Maurice, installé à Saint-Denis de La Réunion. Il plante 150 000 arbres à Manajanty, sur la côte orientale de Madagascar, où en association avec Jean-Joseph Arnoux et fonde des comptoirs sur la côte orientale. Pour les desservir, il crée une flotte de commerce qui en 1857 comprend 19 navires, plus 47 navires affrétés. Jean Laborde (aventurier), qui a une grande influence sur la société et la politique de la monarchie Merina au XIXe siècle implante probablement vers 1840 le café sur les hauts plateaux de l'intérieur avec Julien Gaultier de Rontaunay.
Napoléon de Lastelle, autre personnage de l'histoire malgache avant la colonisation française, qui sera fait prince de la famille royale, possède 1 500 esclaves pour la culture sucrière en association avec la société de négoce de Rontaunay à Mahela, et 300 autres le long de la rivière, pour le café. 
Les années 1860 et 1870 voient une vague d'investissement étranger dans la région de Toamasina, le grand pôle économique régional, premier port du pays, mais le conflit entre la France et le royaume Merina nuit à leur développement, les petites exploitations paysannes de seulement 4 à 5 caféiers résistant mieux. Plus tard, à Toamasina, le café a été supplanté par la banane et le gingembre. En 1878, le café Liberia amène avec lui la rouille du caféier.
A Madagascar, le café le plus ancien, le plus apprécié, est celui d'Arabie, également dénommé  « petit café » ou café de l'Emyrne. Il fut le premier introduit en provenance de la Réunion. Au milieu des années 1880, il ne subsiste plus que quelques plantations isolées d'arabica sur la côte nord-est de Madagascar, mais elles ont au contraire bien résisté pour les  caféiers sylvestres cultivés par les malgaches de souche sur les hauts-plateaux du centre de l'île, l'Émyrne, qui jouit d'une température tempérée. 
L'esclavage à Madagascar fut aboli le 27 septembre 1896, un mois et demi après l'annexion de Madagascar par la France. 

### XXesiècle
En 1922, le gouverneur général Hubert Auguste Garbit prône la « standarisation » dans le domaine de la commercialisation et lance une enquête en France auprès des chambres de commerce des grands ports (Le Havre, Bordeaux, Nantes) et les grands centres de consommation (Lyon, Lille) en vue de définir les meilleurs types des trois variétés de café de Madagascar proposées, Libéria, Congo et Arabica : « La plus prisée jusqu'ici est la sorte Congo, vendue plus communément sous le nom de Kouilou de Madagascar ou Bourbon de Madagascar », répondent les questionnés, qui formulent une condamnation sans appel de la variété "Libéria". 
La politique de prix élevés du Brésil ajoutée à la sous-évaluation du franc vers 1926 permettent d'écouler les cafés coloniaux en 1926-1928, même ceux de qualité modeste, « à des prix très rémunérateurs ». Dans les années 1920 et 1930, les colons français tentent de faire interdire les plantations de café opérées par des indigènes sur la côte est de Madagascar. Une pétition est transmise en octobre 1930 au gouverneur général Léon Cayla, arrivé en mai 1930, évoquant le « danger d'un prolétariat européen, dans une masse indigène qui va se retrouver elle-même réduite à la misère, à la famine et déçue pour avoir voulu imiter l'exemple des Européens ». Mais l'administration prend parti pour les indigènes en constatant que leurs cultures sont plus efficaces. En passant de 12 000 à 25 000 km, la longueur du réseau routier double en neuf ans. 
Le krach de 1929, et la forte baisse des prix se traduisent pour les planteurs par des chiffres-chocs : 20 francs le kilo de café à l'âge d'or (juillet 1926), 9 à 10 francs en 1928, considéré comme le juste prix, équivalent à celui de 1915, 5 francs fin 1929, prix qu'ils affirment être le coût de production, et 3,5 à 3 francs fin 1930, prix qui, assurent-ils, les réduit à la ruine, les plantations devant être abandonnées. Léon Cayla demande à Paris des mesures d'exception. Mais le ministère du Commerce, qui veut ménager le Brésil et Haïti, refuse l'incorporation aux droits de douane des taxes de consommation et d'importation réclamée par Cayla. En échange, les colonies obtiennent le système des primes au café institué par la loi du 31 mars 1931 et les décrets du 31 mai 1931, fondé sur la redistribution aux exportateurs coloniaux du produit d'une taxe spéciale de 0,1 francs par kilo sur tous les cafés entrant en France. 
Cayla s'engage à fond en 1931 dans l'aide aux planteurs, allant jusqu'à prélever sur la caisse de réserve de Madagascar, au point de la vider, les fonds prévus. Le soutien à un niveau élevé des prix du café en 1931-1932, donne un coup de fouet décisif à la production paysanne. D'une année à l'autre, les plantations indigènes passent de 32 000 à 49 000 hectares, alors que celles des colons stagnent autour de 20 000 hectares pendant toute la décennie. Le rapport entre le prix du café vendu et le prix du riz acheté, jugé intéressant par les communautés dès lors qu'il est supérieur à 3[Quoi ?], évolue à la faveur de la baisse profonde et continue des cours du riz de 1926 à 1937. Globalement, la production de café est multipliée par six. 
La France absorbe ou réexporte chaque année 175 000 tonnes de café dont 5 500 tonnes seulement sont produites en terre française. 
En conséquence, dans les années 1930, Madagascar est le principal exportateur de café dans l'ensemble francophone africain avec 83 % du total. Le café, dont Madagascar n'expédiait pas un sac en 1896, tenait en 1938, dernière année où les échanges ont été normaux, la première place dans les exportations, et représentait le tiers de leur valeur totale. Sa culture s'est répandue entre les deux guerres mondiales sur tout le versant oriental, où tous les villages malgaches sont entourés de quelques pieds de caféiers; les plantations européennes assurent moins de la moitié de la production. 
Ensuite, l'Insurrection malgache de 1947, accompagnée de massacres de colons français et de Malgaches non-indépendantistes, fut suivie d'une terrible répression conduite par l'armée française qui fit plusieurs milliers de morts et d'une baisse de production de café au début des années 1950. Certains négociants français comme la Société commerciale interocéanique se spécialisent dans le café malgache en 1950, anticipant la reprise de la production malgache. Elle est implantée à Manakara, tandis que les cafés Ancel, autre maison de négoce du Havre, sont à Tamatave. Les deux tiers de l'activité de la maison Rufenacht proviennent de cafés coloniaux et son chiffre d'affaires décuple entre 1947 et  1953. Elle est approvisionnée par l'Industrielle et commerciale de l'Émyrne en arabica des hauts plateaux malgaches. 
Une Caisse de Stabilisation des cours du café est créée en 1957. Elle a atténué les effets de la crise mondiale plusieurs décennies plus tard. La production est de 58 000 tonnes dans la première partie des années 1980 contre environ 62 000 sur la fin de la décennie précédente.
En 1993, Madagascar a adhéré à l'Association des Producteurs de Café (APC), mais le café malgache est en crise entre 1997 et 2000, car il a subi une concurrence de plus en plus rude en provenance de pays comme le Vietnam, le Brésil, l’Indonésie ou la Côte d’Ivoire. Alors que le café représentait encore à cette date l’une des principales ressources de la Grande Île et permettait une rentrée de devises importante, il s’est fait dépasser à l’exportation par d’autres produits comme la vanille ou les crustacés. Selon Auguste Paraina, vice-président de l’Assemblée et ancien ministre du commerce les « caféiers sont trop vieux ». La production a chuté : elle est passée de 47 767 tonnes en 1998 à 12 974 tonnes en 2000. Selon Auguste Paraina, en 1994, un agriculteur vendait 1 kg de café pour se procurer 3 kg de riz - qui est la base de l’alimentation malgache. Aujourd’hui, pour avoir ces 3 kg de riz, il doit vendre 8 ou 9 kg de café ".